# Громашевський Лев Васильович
Лев (Левко́) Васи́льович Громаше́вський (нар. 1 (13) жовтня 1887, Миколаїв — 1 травня 1980, Київ) — видатний український радянський епідеміолог, розробник вчення про механізми передачі інфекції, оригінальної класифікації інфекційних хвороб, організатор системи санітарно-епідеміологічних станцій в СРСР. Академік АМН СРСР, Заслужений діяч науки УРСР, Герой Соціалістичної Праці.

## Біографія
Народився 1 (13 жовтня) 1887 року в Миколаєві в родині морського офіцера. У 1904 році закінчив гімназію в Одесі. У тому ж році вступив на фізико-математичний факультет Новоросійського університету (нині — Одеський національний університет імені І. І. Мечникова) в Одесі, але незабаром перейшов на медичний факультет. Член РСДРП з 1905 року. З студентських років брав участь у революційній діяльності, тричі був арештований. У 1910 році був висланий в Оренбурзьку губернію, звідки втік і під чужим ім'ям намагався завершити свою освіту. У 1911 році знову заарештований і висланий під нагляд поліції в селище Пінегу Архангельської губернії.
Подавши прохання і отримавши дозвіл на участь у добровольчій протичумній експедиції в Маньчжурії, Лев Громашевський потрапив в самий епіцентр маньчжурської чумної епідемії. У складі так званих летких санітарних загонів він виявляв і доставляв на протичумний пункт хворих китайців, дезинфікував їх будинки, проводив різні протиепідемічні заходи, лікував хворих, прибирав трупи, які в безлічі з'явилися в Харбіні та інших населених пунктах, перешкоджав поширенню епідемії на територію Російської імперії. Ризик для життя був дуже великий — три чверті особового складу російської протичумної експедиції, очолюваної професором Данилом Заболотним, загинули, заразившись від хворих на чуму. У 1912 році за проявлену мужність і самовідданість у боротьбі з чумою Л. В. Громашевського звільнили з-під гласного нагляду поліції, дозволили захистити лікарський диплом в Одесі.
Отримавши диплом лікаря з відзнакою, Громашевський вирушив працювати на рідкісну на ті часи посаду епідемічного лікаря до Астраханської губернії: там була епідемія висипного тифу і холери. Потім, повернувшись в Україну, працював у Подільській губернії.
У 1914–1917 роках перебував у діючій армії на фронтах першої світової війни як молодший лікар полку, ординатор в інфекційному госпіталі, завідувач лабораторією головного евакопункту.
У 1917 році делегат 1-ї і 2-ї Північно-Західних обласних конференцій РСДРП(б) і член Північно-Західного обкому РСДРП(б), голова більшовицької фракції Виконкому Західного фронту, член Установчих зборів від РСДРП(б), нарком освіти та охорони здоров'я Західної області.
У 1918–1928 роках асистент, професор, завідувач кафедри епідеміології й ректор Одеського медичного інституту, в 1928–1931 роках директор Дніпропетровського санітарно-бактеріологічного інституту, в 1931–1933 роках директор Центрального інституту епідеміології і мікробіології Наркомату охорони РРФСР.
Під час радянсько-німецької війни військовий лікар I рангу, потім полковник медичної служби, головний епідеміолог Закавказького, Кримського фронтів і Московського військового округу. У жовтні 1942 року у зв'язку з необхідністю прискорення підготовки кадрів військових епідеміологів його відкликали з діючої армії і він повернувся до завідування кафедрою епідеміології Центрального інституту удосконалення лікарів.
З моменту створення Академії медичних наук у 1944 році Л. В. Громашевський в числі інших найбільших учених країни був обраний дійсним членом АМН СРСР; виконував обов'язки члена Бюро відділення гігієни та епідеміології АМН СРСР.

Могила Льва та Любові Громашевських, Байкове кладовище

У 1946 році в США брав участь у заснуванні Всесвітньої організації охорони здоров'я. У 1948–1951 роках директор Київського інституту інфекційних хвороб АМН СРСР, в 1951–1963 роках завідувач кафедри епідеміології Київського медичного інституту; з 1963 року — в Київському інституті епідеміології, мікробіології та паразитології.
Дружина — біохімік, доктор медичних наук, професор Любов Громашевська (1922—2009).
Жив в Києві. Помер на 93-му році життя 1 травня 1980 року. Похований на Байковому кладовищі разом із дружиною.

## Наукова діяльність
Основні праці присвячені загальній теорії епідеміології, а також прикладної епідеміології висипного і черевного тифів, холери, шигельозу (тоді називали дизентерією), епідемічного гепатиту.
Розробив вчення про механізми передачі інфекцій, класифікацію інфекційних хвороб, в якій підгрупи інфекційних хвороб виділяються за ведучим механізмом передачі інфекції й місцем первинної локалізації збудника в організмі, науково-організаційні питання дезінфекційної справи в СРСР.

### Публікації
Автор понад 250 наукових праць і публікацій, у тому числі класичних підручників:
- Частная эпидемиология, М., 1947 (у співавторстві з Г. М. Вайндрахом);
- Механизм передачи инфекции, 2 изд., К., 1962;
- Общая эпидемиология, 4 изд., М., 1965.

## Нагороди, звання
Указом Президії Верховної Ради СРСР від 1 листопада 1967 року за заслуги в області медицини та у зв'язку з 80-річчям від дня народження Громашевському Левові Васильовичу присвоєно звання Героя Соціалістичної Праці з врученням ордена Леніна і золотої медалі «Серп і Молот».
Нагороджений також орденами Жовтневої Революції, Дружби народів, «Знак Пошани».
- Академік АМН СРСР (1944);
- Заслужений діяч науки УРСР (1957);
- Лауреат премії імені Д. Заболотного АН УРСР (1971)[1].

## Пам'ять

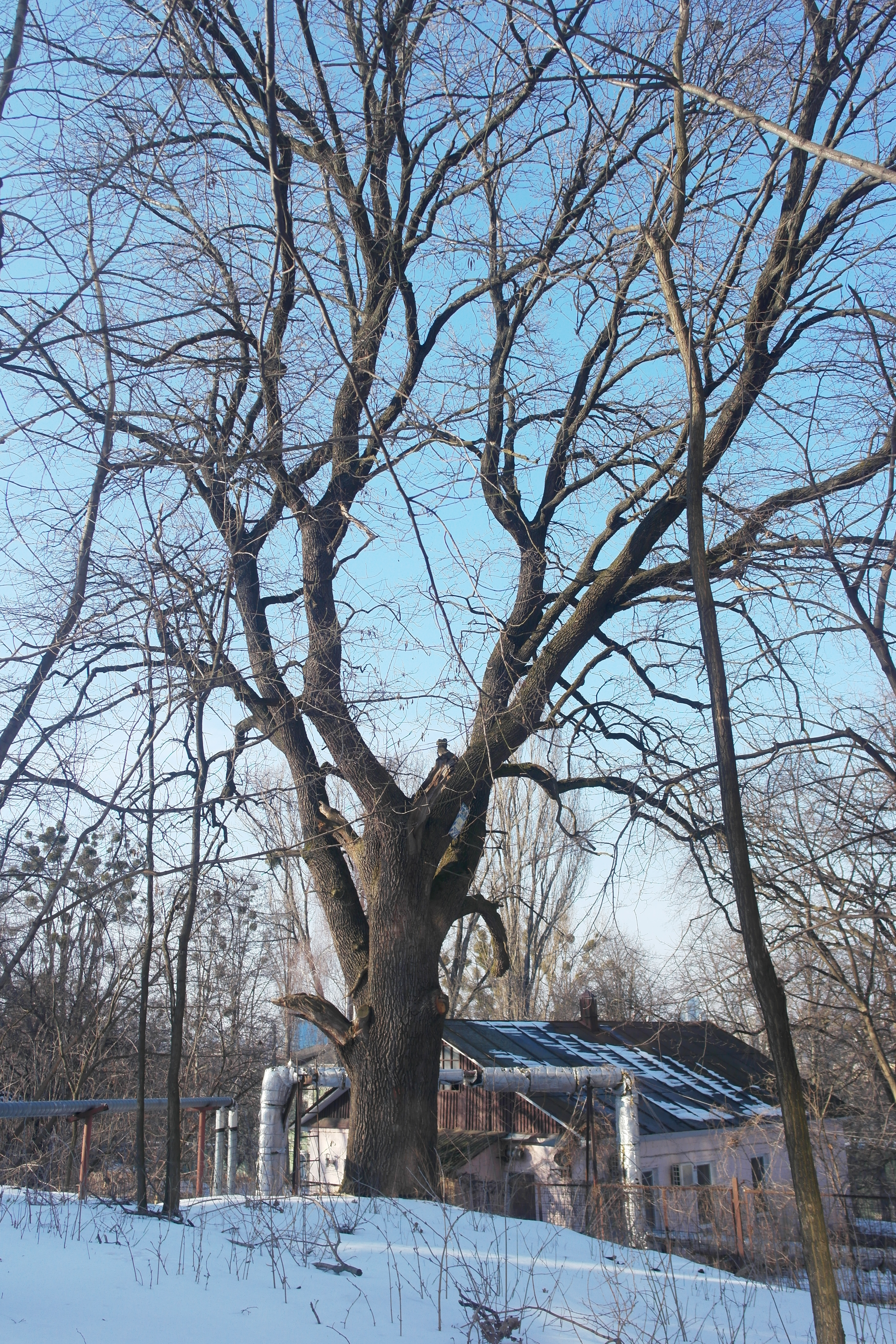
Дуб Громашевського

З 1983 року Інститут епідеміології, мікробіології та паразитології носить його ім'я.
Ім'ям Льва Громашевського названо дуб, що росте біля Інституту епідеміології та інфекційних хвороб ім. Л. В. Громашевського НАМН України, вул. Миколи Амосова, 5.
У Києві Левові Громашевському встановлено три меморіальні дошки:
- на будівлі Інституту епідеміології, мікробіології та паразитології по вулиці Миколи Амосова, 5 (бронза, горельєфна напівфігура; скульптор О. К. Редько, архітектор B. Г. Смирнов). Встановлена у 1982 році[2];
- на будинку де він жив у 1960–1980 роках по провулку Івана Мар'яненка, 11/12 (бронза, горельєфна напівфігура; скульптор О. К. Редько, архітектор B. Г. Смирнов). Встановлена у 1982 році[2];
- на будівлі Національного медичного університету імені Олександра Богомольця по проспекту Берестейському, 34.

## Додаткова література
- Піскова Е. М. Громашевський Лев Васильович [Архівовано 2 лютого 2017 у Wayback Machine.] // Енциклопедія історії України : у 10 т. / редкол.: В. А. Смолій (голова) та ін. ; Інститут історії України НАН України. — К. : Наукова думка, 2004. — Т. 2 : Г — Д. — С. 218. — ISBN 966-00-0405-2.